# Theo Willems
Theodorus Willems, detto Theo (Uden, 22 febbraio 1891 – Bakel, 12 aprile 1960), è stato un arciere olandese.

## Palmarès

### Olimpiadi
- 1 medaglia:
  - 1 oro (Anversa 1920 nel Target Archery 28 metri a squadre)